# Alois Jeitteles
Alois Jeitteles (1794-1858) est un médecin, poète, dramaturge, journaliste et traducteur, né et mort à Brno en Moravie.

## Biographie
Alois Isidor Jeitteles est le fils ainé de Bezalel Gottlieb Jeitteles (1765-1821), imprimeur, et petit-fils de Jonas Jeitteles (1735-1806), médecin à Prague.

### Les années à Vienne (1814-1819)
Alois Jeitteles fait d’abord des études de philosophie à Prague, puis, à partir de 1814, de médecine à Vienne, études qu’il y termine en 1819 avec sa dissertation. 
Son nom apparaît à partir de 1814 comme auteur de poésies et de petits textes littéraires dans une presse viennoise spécifique et particulièrement florissante avec la perspective du Congrès à venir.
Ignaz Castelli est un des magnats de cette presse locale viennoise. C’est avec lui qu’Alois Jeitteles va co-écrire en 1818 une comédie, une « Lustspiel », en réplique à une pièce de théâtre du jeune Franz Grillparzer. Le titre de leur comédie, Der Schicksalsstrumpf, traduit littéralement « La chaussette du destin », repose sur un jeu de mots de l’allemand-viennois oral calculé sur la proximité de la prononciation de Triumph (« triomphe ») et Strumpf (« chaussette »).
Le nom d’Alois Jeitteles figure également parmi les membres du groupe viennois de la Ludlamshöhle. Pour y être admis, il fallait avoir du « Witz », de l’esprit, tout en faisant preuve d’être un bon vivant.
Parmi les membres de ce groupe se trouve un de ces cousins d’Alois Jeitteles, Ignaz Jeitteles. Les deux cousins vont créer une revue, Siona, tentative éditoriale de plutôt courte durée.
La résonance sans aucun doute la plus durable de la créativité poétique d’Alois Jeitteles jusqu’à nos jours : les poèmes sur lesquels repose la composition du cycle de Lieder An die ferne Geliebte (« À la Bien-aimée lointaine ») de Ludwig van Beethoven.
En parallèle de toutes ces activités stimulées par le contexte artistique, politique, sociologique de Vienne, Alois Jeitteles poursuit et termine sa formation de futur médecin par la soutenance – en latin – de sa thèse.

### Les années à Brno (1821-1858)
En 1821, année du décès de son père, Aloys retourne à Brno pour y ouvrir son cabinet médical. Il va exercer ce métier jusqu’en 1858, l’année de son décès tout en se sachant très malade les huit dernières années de sa vie. Comme deux de ses ancêtres médecins (son grand-père Jonas, son oncle Baruch), Aloys va prouver, lors des deux épidémies de choléra touchant fortement Brno, un engagement hors du commun, restant seul médecin sur place tout en se chargeant en plus de la gestion de l’hôpital local.
Cependant, ses correspondances l’illustrent ; Aloys reste en contact avec les personnalités importantes et influentes du théâtre à Vienne, rédige lui-même des pièces dont deux vont être représentées à Vienne et se met à la traduction du théâtre baroque espagnol. Suivant le modèle du Musikverein de Vienne, il réussit à en créer une association similaire à Brno.
À partir de 1848 jusqu’à 1858, Aloys aura la charge du poste d’un rédacteur en chef du quotidien local, Brünner Tageszeitung.
Jusqu’à nos jours, la recherche ne dispose pas de traces écrites ou factuelles à Brno des activités d’Alois Jeitteles entre la fin de sa formation comme médecin à Vienne en 1819 et son installation à Brno, sa ville natale en 1821. Certains biographes évoquent des rencontres à Berlin avec l’écrivain Ludwig Tieck, sans néanmoins indiquer leurs sources. Une telle rencontre est pourtant tout à fait probable si l’on examine la liste des membres du cercle viennois de la Ludlamshöhle, Tieck comme Aloys Jeitteles en font partie.
Simultanément Aloys Jeitteles, engagé dans les tentatives de répandre les idées du mouvement de la Haskala à travers de l’Europe, avait des motivations supplémentaires d’aller vers des rencontres en dehors de l’Empire autrichien.